# Мопсуестия

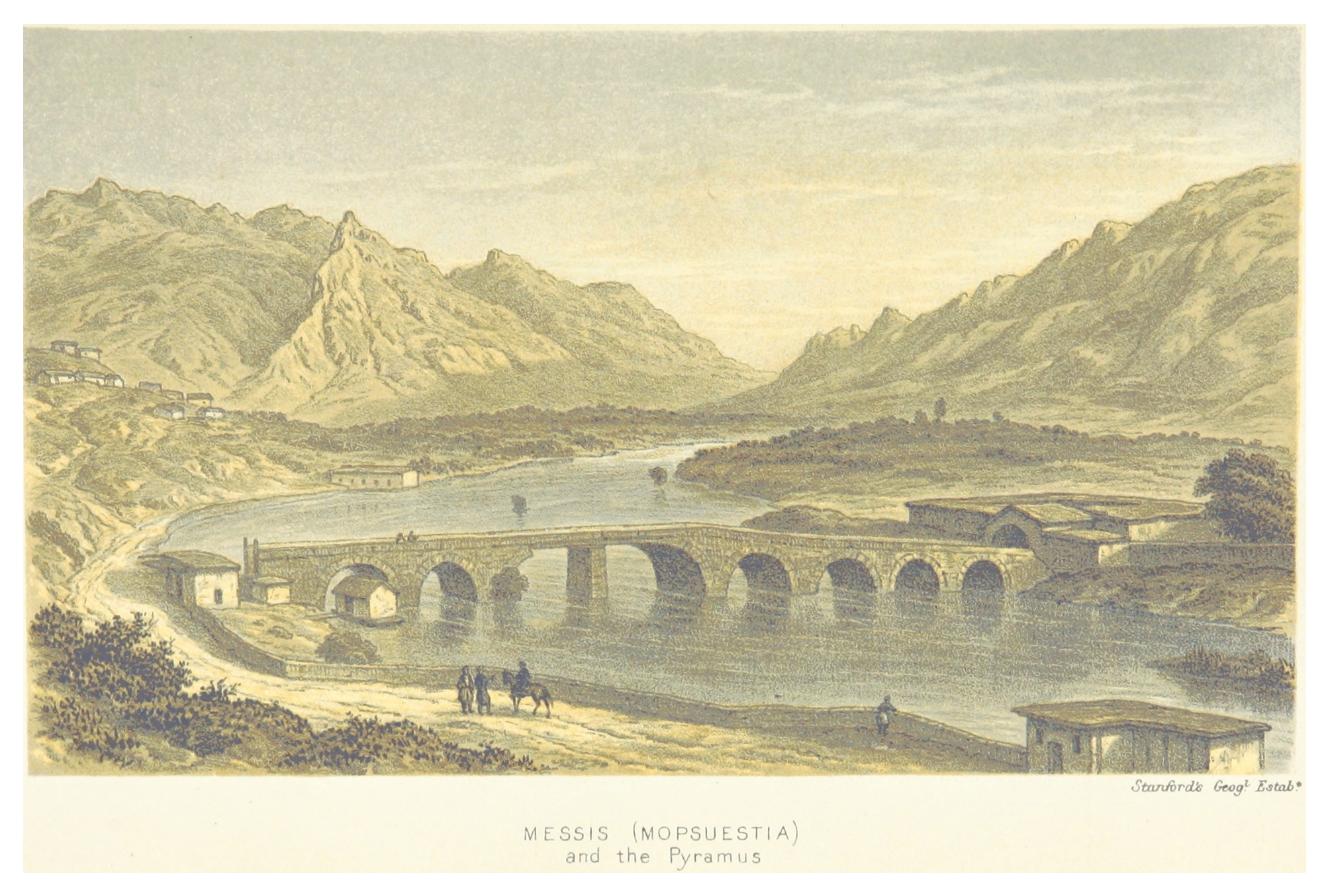
Римский мост через реку Джейхан в Мопсуестии (1870)

Мопсуестия (греч. Μοψουεστία, араб. المصيصة‎ Эль-Массиса, тур. Misis) — древний город на территории Турции, расположенный на реке Джейхан в 20 км к востоку от Аданы. В древности относился к Киликии. 

## История
В I в. до н. э. здесь спасался Селевк VI Эпифан Никатор. Стал важным христианским центром в раннехристианскую эру, откуда происходил Феодор Мопсуестийский. 
В конце 630-х годов город, как и большая часть Киликии, перешёл под контроль Арабского халифата, утратив зависимость от Византийской империи. В 684 году византийский император Константин IV вернул город, выбив оттуда арабский гарнизон. Однако в 703 году город снова оказался под властью арабов, которые восстановили укрепления, построили мечеть и разместили постоянный гарнизон.
Благодаря своему пограничному положению город неоднократно становился объектом военных столкновений и переходил из рук в руки. В 964 году войска византийского полководца Иоанна I Цимисхия безуспешно осаждали город, однако в следующем году, после продолжительной осады, он был захвачен войсками Никифора II Фоки.
В этот период население города достигало 200 000 человек, часть из которых исповедовала ислам. Византийские власти предпринимали попытки повторно христианизировать город. В начале 1090-х годов город был завоёван турками, но в 1097 году крестоносцы под командованием Танкреда вновь установили контроль над ним и его портом, присоединив их к княжеству Антиохии. В XII веке город сильно пострадал от междоусобной войны между крестоносцами, армянами и византийцами, особенно в 1106, 1132 и 1137 годах. 
В 1151–1152 годах армянский барон Торос II захватил город и отразил византийское наступление под командованием Андроника I Комнина. После этого он оставался в составе Киликийского армянского царства. Армянские власти предоставили венецианским и генуэзским торговцам право на хранение товаров, прибывавших из Индии, в порту города.
В 1347 году армянское население было выселено мамлюками. В 1515 году Мопсуэстия, вместе с остальной территорией Киликии, была включена в состав Османской империи султаном Селимом I.
В позднее время город был известен как Мисис. Постепенно потерял свое значение и ныне существует в качестве деревни Якапынар с населением в 2700 человек (2015). В 1959 году был основан местный музей мозаики, где в том числе представлена знаменитая «Мозаика Самсона».